# Calanus finmarchicus
Calanus finmarchicus is een eenoogkreeftjessoort uit de familie van de Calanidae. De wetenschappelijke naam van de soort is voor het eerst geldig gepubliceerd in 1770 door Johan Ernst Gunnerus, die ze ontdekte in de zee bij Finnmark.

## Omschrijving
Deze soort vormt het hoofdvoedsel van veel vissoorten, waaronder haringen. Zij vangen C. finmarchicus dicht bij het wateroppervlakte.

### Olie
Er wordt olie uit geëxtraheerd die hoofdzakelijk bestaat uit wasesters (esters van een vetzuur en een vetalcohol) en die meervoudig onverzadigde omega 3-vetzuren bevat, met name eicosapentaeenzuur en docosahexaeenzuur. De olie kan worden gebruikt in de aquacultuur als voedselingrediënt bij de kweek van Atlantische zalm. In 2017 heeft de Europese Unie een vergunning verleend voor olie uit Calanus finmarchicus als ingrediënt in voedingssupplementen.

## Voorkomen
Deze eenoogkreeftjes komen in grote aantallen voor in de noordelijke Atlantische Oceaan en de aangrenzende zeeën. 